# Plainoiseau
Plainoiseau település Franciaországban, Jura megyében. Lakosainak száma 509 fő (2022. január 1.). Plainoiseau Le Louverot, Domblans, L’Étoile, Montain, Le Pin és Arlay községekkel határos.

## Népesség
A település népességének változása:
| Lakosok száma | 231  | 384  | 461  | 529  | 558  | 539  | 528  | 528  | 522  | 509  |
|               | 1968 | 1982 | 1990 | 2006 | 2013 | 2015 | 2017 | 2019 | 2020 | 2022 |